# 6943 Moretto
6943 Moretto este o planetă minoră (asteroid), cu un diametru de 4,058 km, din centura de asteroizi. A fost descoperită pe 7 noiembrie 1978 la Observatorul Palomar de Eleanor F. Helin și a fost numită după Moretto da Brescia⁠(d). 
Obiectul prezintă o orbită caracterizată de o semiaxă mare de 2,1973656 UAi, o excentricitate de 0,11, o înclinație de 4,10138 ° în raport cu ecliptica.